# Serhij Krymskyj
Serhij Boryssowytsch Krymskyj (ukrainisch Сергі́й Бори́сович Кри́мський; * 2. Juni 1930 in Artemiwsk, Ukrainische SSR; † 30. Juni 2010 in Kiew, Ukraine) war ein ukrainischer Philosoph und Kulturwissenschaftler.

## Leben
Seit 1943 wohnte Krymskyj in Kiew und beendete dort 1948 die Schule. Von 1948 an studierte er Philosophie. Im Jahr 1953 beendete er sein Studium an der Taras-Schewtschenko-Universität. Zwischen 1954 und 1955 arbeitete er als Lehrer an einer Kiewer Schule.
Ab 1956 arbeitete er als Laborant und von 1960 an als Forschungsassistent am Philosophischen Hryhorij-Skoworoda-Institut der Nationalen Akademie der Wissenschaften der Ukraine in Kiew.
1963 promovierte er in Philosophie, 1976 habilitierte er und 1987 wurde er Professor im demselben Institut. Er unterrichtete zudem an der Nationalen Universität Kiew-Mohyla-Akademie und veröffentlichte 14 Bücher und viele Aufsätze.
Seine Bücher und Aufsätze sind bisher nicht ins Deutsche oder andere Sprachen übertragen worden. Im Jahr 2005 erhielt er den Taras-Schewtschenko-Preis.

## Werke in Fremdsprachen
- Kryms'kyi S. Under the Cipher of Sophia // Russian Studies in Philosophy. – 2000. – Vol. 38. – №4. – P.80–88
- Kryms'kyi S. Nowe potrzeby duchowości // Colloquia communia. – Lublin, 1998. – № 1. – S. 107–118
- Kryms'kyi S. Formy fungovani kategorie absolutniho v systemu kultury // Svetonazorovy obsah kategorii a zakonu materialisticke dialektiky. – Praha : Svoboda, 1985. – S. 206–222
- Kryms'kyi S. About Some Models of the Interrelations of Theories // Abstracts of Congress for Logic, Methodology and Philosophy of Science. – Buchuresti, 1971. – P. 159–160
- Kryms'kyi S. Die Interpretation der wissenschaftlichen Theorien // Logik der wissenschaftlichen Forschung. – Berlin : Akademie Verlag, 1969. – S. 148–186